# Унруох II
Унруох II (Unruoch II; ок. 780 † пр. 853) е франкски благородник, родоначалник на фамилията Унруохинги в Италия, роднини на Каролингите.

## Произход
Той е син на Унруох I (736 – 810). Унруох II е от 811 г. граф, през 839 – 853 г. граф на Терноаз, след това духовник в манастира Abtei Saint-Bertin.

## Фамилия
Той се жени за Енгелтруда (Ингелтруда) (* ок. 795), дъщеря на Бего I († 816), граф на Тулуза от род Матфриди (син на Ротруда, дъщеря на Карлман и внучка на Карл Мартел и Ротруда) и на Алпаис (* 794, † 23 юли 852, извънбрачна дъщеря на Лудвиг Благочестиви Каролинги); от 816 граф на Париж (Матфриди).
Унруох II и Енгелтруда имат децата:
- Беренгар Мъдри от Тулуза (* 800; † 835), граф на Тулуза, херцог на Септимания и граф на Барселона
- Еберхард († 866) маркграф на Фриули ∞ Гизела, (* края на 819/822; † сл. 1 юли 874), дъщеря на император Лудвиг Благочестиви (Каролинги)
- Адалхард († 3 април 864), игумен на Saint-Bertin и Saint-Amand
- дъщеря ∞ Супо III, маркграф на Сполето 871/875